# محمد كاشف
محمد كاشف (3 ديسمبر 1984 في باكستان - ) (بالهولندية: Mohammad Kashif)‏ هو لاعب كريكت هولندي. شارك مع منتخب هولندا للكريكت.

## وصلات خارجية
- محمد كاشف على موقع إي آس بي آن كريك إنفو (الإنجليزية)